# Казанкеткен
Казанкеткен (кар. Qazanketken; узб. Қозонкеткан, Qozonketkan) — міське селище в Узбекистані, у Кеґейлійському районі Республіки Каракалпакстан.
Населення 5034 мешканців (2011).
З 1979 по 2004 роки Казанкеткен був центром Бозатауського району.
Розташоване на каналі Єркіндар'я в дельті Амудар'ї, за 41 км на північний захід від райцентру Кеґейлі.